# Niklas Skoog
Niklas Skoog (15 de junho de 1974) é um futebolista sueco. Inicialmente, ele encerrou sua carreira pelo Malmö FF em março de 2009. Mas, em janeiro de 2010, ele anunciou que voltaria a jogar pelo clube BK Näset.